# Lithophyllum proboscideum
Lithophyllum  proboscideum (Foslie) Foslie, 1900  é o nome botânico  de uma espécie de algas vermelhas pluricelulares do gênero Lithophyllum, família Corallinaceae.
- São algas marinhas encontradas na Baixa Califórnia, México.

## Sinonímia
- Não apresenta sinônimos.